# 1155
1155(천백오십오)는 1154보다 크고 1156보다 작은 자연수다.

## 수학
- 합성수로, 그 약수는 총 16개다. (1, 3, 5, 7, 11, 15, 21, 33, 35, 55, 77, 105, 165, 231, 385, 1155)
  - 1155의 진약수의 합은 1149이므로, 1155는 부족수다.
- {\displaystyle 1155=33\times 35}
  - 연속하는 두 홀수의 곱으로 나타낼 수 있으며, 이 성질을 지닌 앞의 수는 1023, 다음 수는 1295다.
- {\displaystyle 1155=3\times 5\times 7\times 11}
  - 연속하는 네 소수(素數)의 곱으로 나타낼 수 있으며, 이 성질을 지닌 앞의 수는 210, 다음 수는 5005다.

## 과학·기술
- NGC 1155(영어판): 에리다누스자리 방향에 있는 렌즈형은하.
- 1155 에나(영어판): 소행성.
- LGA 1155: 인텔의 CPU 소켓.

## 문화유산
- 대한민국의 보물 제1155호: 재조본 경률이상 권1

## 기타
- 연도: 1155년, 기원전 1155년

## 같이 보기
- 1000